# 高木貞利
高木 貞利（たかぎ さだとし）は、安土桃山時代の武将。美濃衆西高木家3代。

## 生涯
美濃国今尾城主・高木貞久の子として誕生した。父と共に織田信長に従う。
天正3年（1575年）長篠の戦いでは氏家氏の隊に所属して武功があった。天正6年（1578年）播磨国神吉城攻めでは織田信忠軍に属して活躍する。天正10年（1582年）本能寺の変が起きると、徳川家康から明智光秀討伐の協力を要請されている。天正12年（1584年）羽柴秀吉より麾下に加わるように求められるがこれを拒否し、織田信雄に人質を差し出す。織田・徳川方に属して小牧・長久手の戦いを迎え、蟹江城合戦で活躍した。天正18年（1590年）信雄が改易されると甲斐国の加藤光泰の下に蟄居する。
文禄4年（1595年）家康に仕官し、上総国天羽郡・周准郡に1000石を与えられる。慶長5年（1600年）会津征伐では青山忠成隊に所属。石田三成挙兵の報が届くと東軍先鋒隊に附属し、井伊直政・本多忠勝を助けた。慶長6年（1601年）美濃石津郡2000石に加増され、多良郷を本拠に定めた。